# Posse Mente Zulu
Posse Mente Zulu (PMZ) é um grupo brasileiro de rap e hip hop.

## História
Formado em 1992 pelo trio Rappin' Hood, Johnny MC e DJ Akeen, o PMZ tornou-se conhecido em todo o Brasil após o show de 20 de novembro de 1995, em homenagem aos 300 anos da morte de Zumbi dos Palmares. Então, gravaram um videoclipe da música "Sou Negrão", que se tornou executada em várias rádios comunitárias da região.  Posteriormente, um single da mesma canção foi lançado. Em 1996, o grupo ganhou um prêmio da  Rapsoulfunk de revelação.
O Posse Mente Zulu planejava então o lançamento do seu disco de estreia, que não acabou saindo pois Rappin' Hood decidiu seguir carreira solo. No entanto, em 2005, os três integrantes se reuniram novamente e lançaram Revolusom: a Volta do Tape Perdido, em referência ao atraso do lançamento.[carece de fontes?]

## Discografia
- Revolusom Parte I (1998)
- Revolusom: a Volta do Tape Perdido (2005)